# Eburodacrys gaucha
Eburodacrys gaucha là một loài bọ cánh cứng trong họ Cerambycidae.